# Uhnów (gmina)
Uhnów (za II RP Wierzbica; od 1951 Machnów) – dawna gmina wiejska istniejąca w latach 1941–1944 i 1945–1951 w Generalnym Gubernatorstwie oraz w woj. lubelskim. Siedzibą gminy był Uhnów, będący równocześnie siedzibą gminy Tarnoszyn (do wybuchu wojny Uhnów stanowił odrębną gminę miejską; podczas wojny i po wojnie w składzie gminy Uhnów, w 1945 nie zaliczony do miast; obecnie jest to miasto na Ukrainie).

## Historia

### 1941–1944
Wiejska gmina zbiorowa Uhnów powstała 8 listopada 1941 pod okupacją niemiecką w powiecie rawskim (Landkreis Rawa Ruska), w dystrykcie Galicja Generalnego Gubernatorstwa, na zagarniętym od ZSRR obszarze zniesionego rejonu uhnowskiego. Ten z kolei należał przed II wojną światową do Polski i obejmował:
- główną część obszaru przedwojennej gminy Wierzbica, czyli gromady Machnów, Michałówka, Nowosiółki Kardynalskie, Nowosiółki Przednie, Poddębce i Wierzbica (lecz bez gromady Kornie, którą włączono do gminy Rawa Ruska i bez gromady Józefówka, którą zniesiono);
- gromadę Karów z przedwojennej gminy Bruckenthal;
- pozbawiony praw miejskich Uhnów (bez Zastawia, włączonego do Uhnowa w 1934 roku[4], które w wyniku poprowadzenia granicy między strefą okupacyjną III Rzeszy a ZSRR już w 1939 znalazło się w Generalnym Gubernatorstwie, gdzie zostało włączone do gminy Tarnoszyn w powiecie hrubieszowskim)[5].

W 1943 roku gmina Uhnów liczyła 8012 mieszkańców i składała się z ośmiu gromad (Dorfgemeinden): Karów (1763 mieszkańców), Machnów (1021), Michałówka (278), Nowosiółki Kardynalskie (516), Nowosiółki Przednie (187), Poddębce (975), Uhnów (1443) i Wierzbica (1829).

### 1944–1945
Latem 1944, po zajęciu wschodnich terenów  Generalnego Gubernatorstwa przez Armię Czerwoną, gmina weszła w skład ZSRR. Gminę Uhnów zniesiono 23 lipca 1944 w związku z reaktywowaniem rejonu uhnowskiego w ZSRR (rejony radzieckie nie były podzielone na gminy zbiorowe, lecz na małe sielsowiety).

### 1945–1951
Na skutek umowy granicznej pomiędzy Polską a ZSRR z 16 sierpnia 1945, w wyniku wytyczenia granicy między ZSRR a Polską, 7 rad wiejskich rejon uhnowskiego z 10,991 mieszkańcami włączono do Polski (Uhnów, Kornie, Machnów, Nowosiółki Kardynalskie, Nowosiółki Przednie, Poddębce i Wierzbica), gdzie zostały włączony do reaktywowanego powiatu tomaszowskiego w odtworzonym województwie lubelskim. Rady przekształocno w gromady, które weszły w skład reaktywowanej – a utworzonej przez Niemców – gminy Uhnów w przedwojennej gminy Wierzbica, mimo że na mocy dekretu PKWN z 21 sierpnia 1944 (Art. 12) miał być uchylony podział administracyjny wprowadzony przez okupanta. Wbrew założeniom dekretu, nie przywrócono też praw miejskich Uhnowowi. Ponadto władze polskie przyłączyły do gminy Uhnów z gminy Tarnoszyn w powiecie hrubieszowskim gromadę Zastawie.  I tak powojenna gmina Uhnów składała się znów z ośmiu gromad, choć w innym składzie: Kornie, Machnów, Nowosiółki Kardynalskie, Nowosiółki Przednie, Poddębce, Uhnów, Wierzbica i Zastawie.
Warto podkreślić, że pozostały, większy obszar rejonu uhnowskiego pozostał co prawda w ZSRR, lecz pozbawiony swojej siedziby – i bez żadnej innej miejscowości mogącej przejąć funkcje siedziby – został on rozwiązany i włączony do rejonu rawskiego. Spośród gromad należącyh w latach 1941–1944 do gminy Uhnów dotyczyło to Karowa oraz Michałówki z Józefówką (oraz południowych, niezamieszkanych części Machnowa, Wierzbicy, Poddębiec i Uhnowa).
Gmina Uhnów została ostatecznie zniesiona 26 listopada 1951 roku w związku z przeniesieniem siedziby z Uhnowa do Machnowa i zmianą nazwy jednostki na gmina Machnów. Przyczyną tego manewru było odstąpienie Związkowi Radzieckiemu 10 listopada 1951 około połowy terytorium gminy Uhnów (z Poddębcami, Zastawiem oraz jej siedzibą – Uhnowem) w ramach umowy o zamianie granic z 1951 roku.
W Polsce pozostało pięć gromad (Kornie, Machnów, Nowosiółki Kardynalskie, Nowosiółki Przednie i Wierzbica); jednak gromadę Wierzbica – położoną w strefie przygranicznej – zniesiono przez połączenie z Machnowem, natomiast gromady Nowosiółki Kardynalskie i Nowosiółki Przednie przekształcono w nową gromadę Myślatyn. I tak nowa gmina Machnów składała się już tylko z 3 gromad (Korne, Machnów i Myślatyn) – najmniej spośród wszystkich gmin powiatu tomaszowskiego. W takim stanie gmina Machnów przetrwała do jesieni 1954, kiedy wraz z reformą wprowadzającą gromady w miejsce gmin została ostatecznie zniesiona. Jej obszar wszedł w skład trzech nowych gromad: Dyniska (Myślatyn), Hrebenne (Kornie) i Machnów (Machnów).

## Przynależność administracyjna miejscowości gminy Uhnów w różnych latach
| Gromada/sołectwo        | 1934–39     | 1940–41        | 1941–44       | 1944–45        | 1945–51      | 1952–54       | 1954–59       | 1960–62        | 1962–64          | 1964–68          | 1969–72          | 1973–2020        | 2020–          |
| ----------------------- | ----------- | -------------- | ------------- | -------------- | ------------ | ------------- | ------------- | -------------- | ---------------- | ---------------- | ---------------- | ---------------- | -------------- |
| Karów                   | Bruckenthal | ZSRR, Uhnowski | Uhnów, GG     | ZSRR, Uhnowski | ZSRR, Rawski | ZSRR, Rawski  | ZSRR, Rawski  | ZSRR, Rawski   | ZSRR, Jaworowski | ZSRR, Żółkiewski | ZSRR, Żółkiewski | ZSRR, Żółkiewski | ZSRR, Czerw.   |
| Kornie                  | Wierzbica   | ZSRR, Uhnowski | Rawa R., GG   | ZSRR, Uhnowski | Uhnów, PL    | Machnów, PL   | Hrebenne, PL  | Lubycza K., PL | Lubycza K., PL   | Lubycza K., PL   | Lubycza K., PL   | Lubycza K., PL   | Lubycza K., PL |
| Józefówka               | Wierzbica   | ZSRR, Uhnowski | Uhnów, GG     | ZSRR, Uhnowski | ZSRR, Rawski | ZSRR, Rawski  | ZSRR, Rawski  | ZSRR, Rawski   | ZSRR, Jaworowski | ZSRR, Żółkiewski | ZSRR, Żółkiewski | ZSRR, Żółkiewski | ZSRR, Czerw.   |
| Machnów                 | Wierzbica   | ZSRR, Uhnowski | Uhnów, GG     | ZSRR, Uhnowski | Uhnów, PL    | Machnów, PL   | Machnów, PL   | Machnów, PL    | Machnów, PL      | Machnów, PL      | Lubycza K., PL   | Lubycza K., PL   | Lubycza K., PL |
| Michałówka              | Wierzbica   | ZSRR, Uhnowski | Uhnów, GG     | ZSRR, Uhnowski | ZSRR, Rawski | ZSRR, Rawski  | ZSRR, Rawski  | ZSRR, Rawski   | ZSRR, Jaworowski | ZSRR, Żółkiewski | ZSRR, Żółkiewski | ZSRR, Żółkiewski | ZSRR, Czerw.   |
| Nowosiółki Kardynalskie | Wierzbica   | ZSRR, Uhnowski | Uhnów, GG     | ZSRR, Uhnowski | Uhnów, PL    | Machnów, PL   | Dyniska, PL   | Ulhówek, PL    | Ulhówek, PL      | Ulhówek, PL      | Ulhówek, PL      | Lubycza K., PL   | Lubycza K., PL |
| Nowosiółki Przednie     | Wierzbica   | ZSRR, Uhnowski | Uhnów, GG     | ZSRR, Uhnowski | Uhnów, PL    | Machnów, PL   | Dyniska, PL   | Ulhówek, PL    | Ulhówek, PL      | Ulhówek, PL      | Ulhówek, PL      | Lubycza K., PL   | Lubycza K., PL |
| Poddębce                | Wierzbica   | ZSRR, Uhnowski | Uhnów, GG     | ZSRR, Uhnowski | Uhnów, PL    | ZSRR, Zabuski | ZSRR, Zabuski | ZSRR, Zabuski  | ZSRR, Sokalski   | ZSRR, Sokalski   | ZSRR, Sokalski   | ZSRR, Sokalski   | ZSRR, Czerw.   |
| Uhnów                   | Uhnów (m)   | ZSRR, Uhnowski | Uhnów, GG     | ZSRR, Uhnowski | Uhnów, PL    | ZSRR, Zabuski | ZSRR, Zabuski | ZSRR, Zabuski  | ZSRR, Sokalski   | ZSRR, Sokalski   | ZSRR, Sokalski   | ZSRR, Sokalski   | ZSRR, Czerw.   |
| Wierzbica               | Wierzbica   | ZSRR, Uhnowski | Uhnów, GG     | ZSRR, Uhnowski | Uhnów, PL    | Machnów, PL   | Machnów, PL   | Machnów, PL    | Machnów, PL      | Machnów, PL      | Lubycza K., PL   | Lubycza K., PL   | ZSRR, Czerw.   |
| Zastawie                | Uhnów (m)   | Tarnoszyn, GG  | Tarnoszyn, GG | Tarnoszyn, GG  | Uhnów, PL    | ZSRR, Zabuski | ZSRR, Zabuski | ZSRR, Zabuski  | ZSRR, Sokalski   | ZSRR, Sokalski   | ZSRR, Sokalski   | ZSRR, Sokalski   | ZSRR, Czerw.   |